# Пробуда
Пробу́да (болг. Пробуда) — село в Тирговиштській області Болгарії. Входить до складу общини Тирговиште.

## Населення
За даними перепису населення 2011 року у селі проживали 414 осіб.
Національний склад населення села:
| Національність   | Кількість осіб | Відсоток |
| ---------------- | -------------- | -------- |
| цигани           | 195            | 48,3%    |
| болгари          | 144            | 35,6%    |
| турки            | 56             | 13,9%    |
| інша             | 0              | 0%       |
| не визначились   | 9              | 2,2%     |
| Всього відповіли | 404            |          |

Розподіл населення за віком у 2011 році:
Динаміка населення: